# Holddown Timer
Der Holddown-Timer ist ein Algorithmus, der die Stabilität von gerouteten Rechnernetzen sichern soll.
Werden mehrere Netztopologien miteinander verbunden, braucht man an den Zweigstellen Router, welche den schnellsten beziehungsweise besten Weg für ein Datenpaket durch das Netzwerk bestimmen sollen.
Um diesen Vorgang effizient ausführen zu können, speichern Router lokal die Topologie des Netzes in einer Routingtabelle ab.
Wenn ein Netz ausfällt, wird es nicht sofort aus der Tabelle gelöscht, sondern wird für eine gewisse Zeit (die „hold-down time“) noch dort belassen, aber als „nicht erreichbar“ markiert. Dies ermöglicht, dass sich andere Router darauf einstellen können und das Netzwerk wieder in einen stabilen Zustand kommt. Zudem wird die Entstehung von Routingloops verhindert, denn während der Holddown-Zeit akzeptiert der Router keine Route mit höherer Metrik als die zuvor als nicht erreichbar markierte Route. Einzig von dem Router, welcher über die ausgefallene Route informiert hat, wird jede Route angenommen, da die ausgefallene Route wieder verfügbar sein könnte oder ein alternativer Weg gefunden wurde.